# کلوچه (زبان عامیانه جنسی)
در فارسی عامیانه کلوچه و در انگلیسی سُم‌شتری (به انگلیسی: Cameltoe)، به طرح نمایان‌شده بخش لبه بزرگ از اندام تناسلی زنانه که معمولاً بر اثر تنگی لباس یا پوشش کم نمایان می‌شود، گویند. به دلیل ترکیبی از عوامل آناتومیکی و تنش پارچه در منطقه فاق، لبه‌های بیرونی و تپه ونوس ممکن است با هم شکلی شبیه به پای ابتدایی شتر داشته باشند.. خطوط کمل‌تو یا کلوچه معمولاً به عنوان نتیجه‌ای از پوشیدن لباس‌هایی با تنش عمودی در منطقه فاق، مانند لباس‌های فعالیت‌های ورزشی از جنس اسپندکس، پوشاک ورزشی یا لباس‌های شنا، به وجود می‌آید.
در دهه ۱۹۳۰، پس از توسعه نخ‌های لاستکس مخصوص لباس‌های شنا، ظاهر شدن خطوط و طرح کلی ناحیه تناسلی در اثر استفاده از این نخ‌ها، باعث شد تولیدکنندگان به لباس‌های شنا زنانه پنلی با نام «پنل حیا» اضافه کنند تا خطوط آلت تناسلی یا کلوچه را مخفی کنند؛ این وضعیت تا دهه ۱۹۵۰ ادامه داشت. در اوایل قرن ۲۱، نمایش کلوچه در مکان‌های عمومی یا رسانه‌ها در چندین موقعیت به اختلاف نظرهایی منجر شده است.
کلوچه، اغلب به عنوان یک اشتباه مد محسوب می‌شود و گاهی در مجلات عمومی و مطبوعات عامه‌پسند مطرح می‌شود، به ویژه زمانی که توسط افراد مشهور به‌طور عمومی نمایش داده شود یا برای جلوگیری از آن راهکاری ارائه گردد.
امروزه این اصطلاح نه تنها در ایالات متحده، بلکه در کشورهای دیگر نیز شناخته شده و وارد زبان روزمره آنها، شده است.
به خصوص در مناطق آسیایی، لباس زیر با بالشتک‌های سیلیکونی دوخته شده به شکل بازتولید شکل کلی کُس عرضه می‌شود که قصد دارند چنین اثری را ایجاد کنند و ابتدا به عنوان "Party Pants" به بازار عرضه شدند. طبق گزارشی از مجله Stern در سال ۲۰۱۷، این لباس‌ها نمادی از "زنانگی جدید و آشکارا زیسته شده" هستند. دوران‌هایی که "زنان مجبور بودند به دلیل شکل نامطلوب ناحیه تناسلی ایجاد شده از طریق لباس خجالت بکشند" به پایان رسیده است، به ویژه پس از آنکه شخصیت‌های مشهوری مانند مایلی سایرس، زنانگی خود را به نمایش گذاشتند. از دیدگاه فمینیستی، افزایش جراحی‌های زیبایی مانند کوچک کردن لب‌های واژن مورد انتقاد قرار گرفته است.
همچنین لباس‌های ویژه‌ای مانند لباس‌های گربه‌ای بدون آستر فاق وجود دارد که توسط هنرمندان زن پاپ، به ویژه در دهه ۲۰۰۰، پوشیده می‌شد.
ریشه این نام‌گذاری در زبان فارسی شکل ظاهری کلوچه‌هایی است که در صنایع غذایی تولید و بسته‌بندی می‌شوند و در زبان انگلیسی به علت شباهت ظاهری به فرورفتگیِ بین سم شتر است.

## روند پذیرش
برای زنان آسیایی، نشان دادن واضح لب‌های بیرونی واژن زیر شلوار (کلوچه) به عنوان یک شکل از زندگی آزاد و آشکار زنانه محسوب می‌شود: زنان نمی‌خواهند این موضوع را پنهان کنند و به نظر می‌رسد که مردان آسیایی نیز این موضوع را دوست دارند.

گزارش روزنامه آلمانی BUNTE، 
در حالی که کلوچه برای بسیاری از افراد یک مشکل نگران‌کننده در لباس محسوب می‌شود، اما تصاویر زنانی که این حالت را به صورت برجسته‌تری نشان می‌دهند همراه با گرایش‌های جدید در زمینه لباس زیر در آسیا مورد توجه قرار گرفته‌اند.
- در ژاپن، یک شرکت نوعی شلوار با بالشتک‌هایی به شکل کلوچه که در قسمت جلوی شلوار قرار دارد را به بازار عرضه کرده است و این محصول در بازار فروش بسیار خوبی داشته است.[۱۶][۱۷]
- در دنیای نمایش و سرگرمی، تصویر کلوچه به تدریج پذیرفته شده است.[۱۸]
- مدل ایسکرا لارنس با افتخار کلوچه خود را در یک شلوار لگینگ تنگ در اینستاگرام به نمایش گذاشت.[۱۹]
- رقصنده اولا جردن در یک مهمانی شبانه در لندن با لباسی آشکار و با لبخند مقابل دوربین خبرنگاران قرار گرفت که کلوچه او دیده می‌شد.[۲۰]
- کیم کارداشیان عکسی از خود منتشر کرد که خطوط بدن او در یک لباس بنفش رنگ به وضوح کلوچه او را نشان می‌داد.[۲۱]
- بازیگر زن غنایی، نیکی ساموناس، با انتشار عکس‌هایی از کلوچه خود در اینستاگرام، صفحه او را برجسته و مورد توجه گسترده قرار داد.[۲۲]
- در ۲۹ ژانویه ۲۰۲۰، توکه ماکینوا، مجری رادیو، مجری تلویزیون، ولاگر، کارآفرین و نویسنده «سبک زندگی نیجریه‌ای» در اینستاگرام نوشت: «کلوچه من طرفداران بیشتری از خودم دارد»، در آن زمان او ۳ میلیون دنبال‌کننده داشت.[۲۳]
- کلوچه، همچنین به عنوان یک روش برای جذب بینندگان در برنامه‌های تلویزیونی استفاده شده است،[۲۴] مانند گزارش‌های هواشناسی، به‌طور عمدی. مجری برنامه هواشناسی مکزیک،[۲۵] سوزانا آلمیدا، در یک برنامه زنده تلویزیونی با نمایش واضح این تصویر حساس ظاهر شد.[۲۶]

## در رسانه‌ها
- در سال ۲۰۰۵، در فیلم "The Weather Man" ساخته گور وربینسکی، اصطلاح "Camel Toe" به صورت دوپهلو مورد بحث قرار گرفت.[۲۷] در این فیلم، کلوچه نقش اصلی در توسعه داستان فیلم دارد. دختر شخصیت نیکلاس کیج توسط همکلاسی‌هایش به خاطر کلوچه‌اش مورد تمسخر قرار می‌گیرد و پدرش که توسط مایکل کین بازی می‌شود اصرار دارد که او باید کاری برای افزایش اعتماد به نفس دختر انجام دهد.
- گروه هیپ هاپ زنانه آمریکایی Fannypack در سال ۲۰۰۳ آهنگی با عنوان "Cameltoe" به این موضوع اختصاص داد.[۹]
- در فیلم "Superbad" به نسخه‌ای مردانه از کلوچه اشاره می‌شود که "دخترها را دیوانه می‌کند". قهرمانان فیلم آن را "cameltail" می‌نامند.
- در فیلم "Scary Movie 2"، «کمل‌تو» در لیستی از حرکات رزمی مانند «ببر خم‌شده» و «میمون مست» گنجانده شده است.
- یک شخصیت در فیلم "Beerfest" از عبارت "سان کملتو!" استفاده می‌کند وقتی که از آبجوی تیم مقابل غافلگیر می‌شود.
- در فیلم "Sex and the City"، شارلوت در خاورمیانه دچار حادثه‌ای می‌شود که از شتر می‌افتد و دوستانش به خاطر نمایان شدن کلوچه او می‌خندند.
- در فصل ۱۶ سریال "Red vs. Blue"، شخصیت Lavernius Tucker پس از سفر به زمان به انگلستان قرن شانزدهم و تبدیل شدن به پادشاه جزیره، تصمیم می‌گیرد نام شهر Camelot را به Camelto تغییر دهد.

## تشدید کننده‌ها
علل ایجاد کلوچه همیشه مشخص نیست. اما معمولاً در نتیجه حذف موهای زائد و پوشیدن لباس در شرایط زیر ظاهر می‌شود:
- شلوار اسپرت، شلوار تنگ و جوراب شلواری (از جمله الاستین).
- شلوار جین، شورت، شلوار گرم، لباس زیر یا مایو بسیار تنگ.
- ورزش‌های شدید یا تکراری، از جمله دویدن، به ویژه در لباس‌های تنگ، رایج تر است.
- پوشیدن لباس، بدون پوشیدن لباس زیر که به بازتولید شکل کلی کُس کمک می‌کند.
- شورت و لباس‌های خیس.
- شلوار خیلی بلنده

با این حال، برخی از کارشناسان مد نیز طراحی لباس را به عنوان علت، و نه اندازه آن، شناسایی کرده‌اند؛ بنابراین کلوچه می‌تواند در موارد زیر متمایز شود:
- طرح شلوار جین.
- لباس‌هایی با فاق مرکزی تنگ که شرایطی برای تقسیم لبه‌های بزرگ فرج ایجاد می‌کند.

مجری تلویزیون، مدل، و تاجر زن آمریکایی، کلویی کارداشیان گفت که، طبق تجربه او، کاهش وزن به تدریج کمل‌تو یا کلوچه را کوچکتر می‌کند.

## توضیح رواج
کلوچه معمولاً بر اثر پوشیدن لباس‌های تنگ و چسبان مانند شلوار جین، شلوارک، شورتک یا مایو ایجاد می‌شود. اگرچه بعضی از طراحان مد اذعان دارند که طراحی لباس هم جدای از مسئله تنگی، می‌تواند در این پدیده نقش داشته باشد. کلوچه همین‌طور می‌تواند توسط درز میانی بین دو بخش لباس تشدید شود.

## ادبیات
- A girl’s guide to taking over the world: writings from the girl zine revolution. 1st St.  Martin’s Griffin ed Auflage. St.  Martin’s Griffin, New York, ISBN 0-312-15535-2, p. ۷۴.
- David Mansour: From Abba to Zoom. A Pop Culture Encyclopedia of the Late 20th. Andrews McMeel Publishing, Kansas City (Missouri/USA) 2005, ISBN 0-7407-5118-2, S. 64 (englisch).
- Aaron Peckham: Urban Dictionary. Fularious Street Slang Defined. Andrews McMeel Publishing, Kansas City (Missouri/USA) 2005, ISBN 0-7407-5143-3, S. 70 (englisch).
- Jonathon Green: Cassell’s Dictionary of Slang. 2. Auflage. Weidenfeld & Nicholson, London 2005, ISBN 0-304-36636-6, S. 236 (englisch).